# Stade Maurice Dufrasne
Stade Maurice Dufrasne je fotbalový stadion v Lutychu v Belgii. Je znám též pod názvem Stade de Sclessin a má kapacitu 30 023 diváků. Osvětlení stadionu činí 1 200 luxů. Své domácí zápasy na něm hraje klub Standard Lutych a občas i belgická fotbalová reprezentace.
Má jméno po Maurici Dufrasne, předsedovi Standardu Lutych v letech 1909 (kdy byl stadion otevřen) až 1931.

## Významné zápasy
Mistrovství Evropy 2000
- 18. června 2000, Norsko - Jugoslávie 0:1 (Skupina C)[3]
- 21. června 2000, Dánsko - Česko 0:2 (Skupina D)[4]

Kvalifikace na Mistrovství světa 2010
- 6. září 2008, Belgie - Estonsko 3:2 (kvalifikační skupina 5)[5][6]

### Externí odkazy

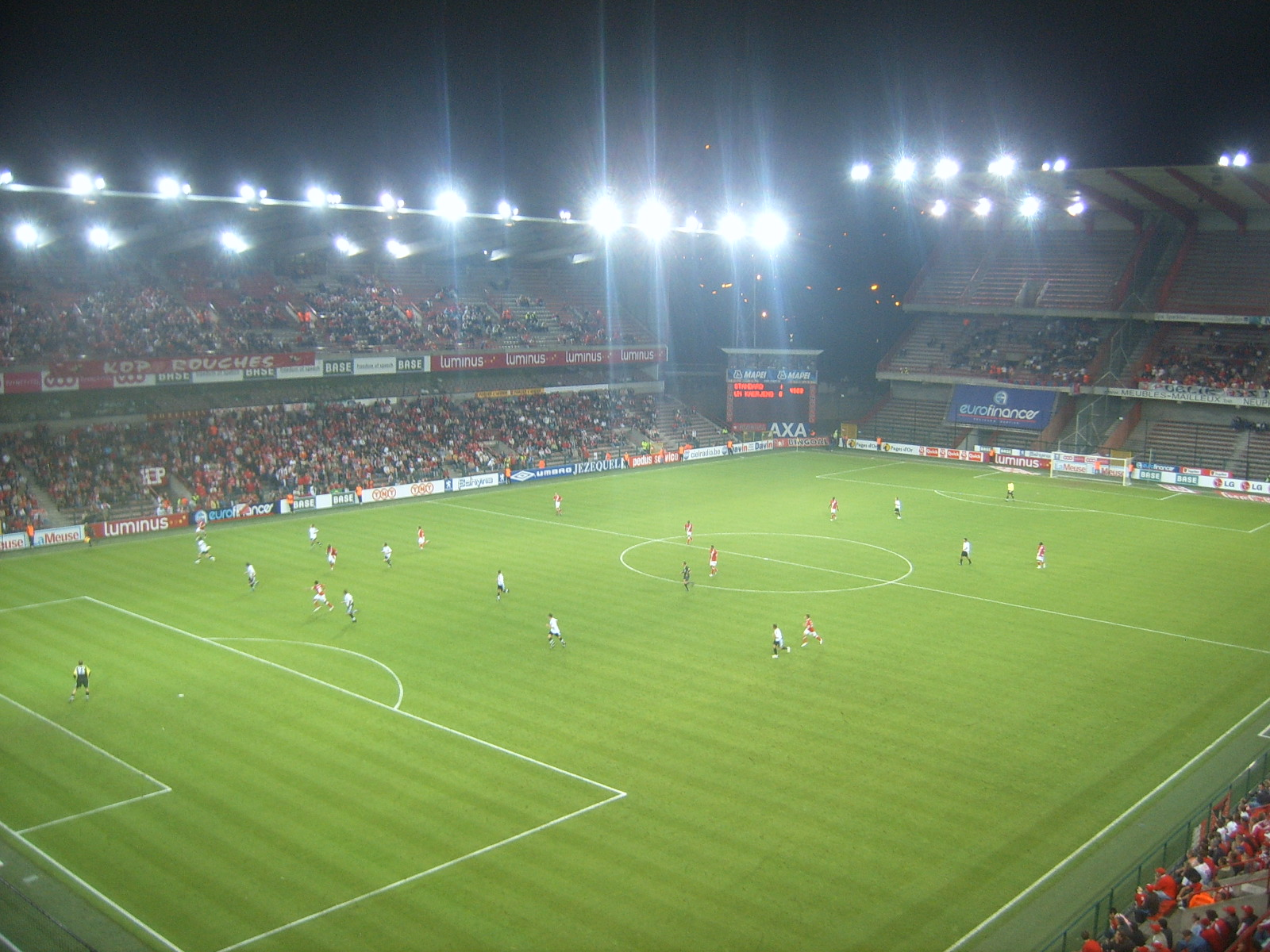
Stade Maurice Dufrasne